# Zuiderstraat (Haarlem)
De Zuiderstraat is een straat in de Noord-Hollandse stad Haarlem. De straat is gelegen in het stadsdeel Haarlem-Centrum, wijk Oude Stad en de buurt de Vijfhoek. De straat verbindt de Gedempte Oude Gracht met de Gedempte Voldersgracht en het Hortusplein. Parallel aan de straat lopen ten noorden de Drossestraat en de Raaks. Deze drie straten worden met elkaar verbonden door het Achterlangs.
Ten tijde van de bovengrondse Parkeergarage Raaks diende de Zuiderstraat als ontsluitingsweg voor deze parkeergarage. Met de sloop en de bouw van de ondergrondse parkeergarage binnen de ontwikkeling van het Raakskwartier is de straat rustiger geworden, alhoewel de straat nog steeds als ontsluitingsweg fungeert.
Halverwege de straat ligt aan de zuidzijde het Zuiderhofje. Op de hoek met de Gasthuisstraat staat het Lutherse Weeshuis.

## Naamgeving
Volgens Overmeer is de naamgeving afgeleid van het Franse soye, dat zijde betekent. In de 15e eeuw werd de straat de Soyerstraat of Soeyerstraat genoemd. De zijde-industrie kwam in deze contreien vooral op door de komst van Franse emigranten na de opheffing van het Edict van Nantes in 1685. 
De gemeente-archivaris A.J. Enschedé heeft de naam verklaard naar een bewoner of eigenaar, Dirc Soyersz.
Mogelijk is ook de naamgeving van de Soeyerstoren, die Overmeer vond in de thesauriers-rekening uit 1532-1533 van gelijke oorsprong. Deze toren werd al genoemd in de lijst van vestingwerken van de stad uit 1516 als de Seuyersthoorn. Deze toren zou moeten gelegen hebben aan de westzijde van de toenmalige stad, aan de Oude Zijlvest. De precieze locatie was mogelijk ter hoogte van de Korte Zuiderstraat, het verlengde van de (Grote) Zuiderstraat.
In de 17e eeuw wordt gesproken over de Groote Soyerstraat, dit is in tegenstelling tot de Corte Soyerstraet, de Vestesteeg. Begin 18e eeuw komen nog de schrijfwijzes Grote Zuyerstraet en Grote Suyderstraet voor. Vanaf 1734 en op de kaart uit 1822 staat voor het eerst de spelling Zuiderstraat.
In 2019 is het gedeelte van de Zuiderstraat tussen Zijlvest en Gedempte Volders Gracht hernoemd tot Twaalf Apostelenstraat.